# Neershof
Neershof ist ein östlicher Stadtteil der oberfränkischen Stadt Coburg. Der Ort ging 1867 in der Gemeinde Neu- und Neershof auf.

## Geografie
Neershof entstand an einem Hang als Straßendorf entlang einer Ortsverbindungsstraße nach Coburg über Rögen. Erst 1935 erfolgte der Ausbau der Straße Richtung Norden nach Oeslau. Die Grenze zur Flur Neuhof bildet die Lahmstraße, der frühere Mühlweg.

## Geschichte
Neershof wurde erstmals 1225 urkundlich erwähnt, als Wernher von Neseldorf Zeuge in einem Vergleich zwischen dem Abt und Convent zu Saalfeld einerseits und Heinrich von Sonneberg, Vogt der Kirche zu Saalfeld, andererseits, war. Um den Gutshof Neseldorf entstand auf einer Hanghöhe die Siedlung. Der Ortsname bezieht sich wohl auf das Geschlecht der Neselsdorfer, die einen Esel im Wappen hatten, und der aus einer Namenswandlung der 1845 nachweisbaren Bezeichnung Eselsdorf herleitbar ist. Ab dem 14. Jahrhundert bis 1861 gehörte Neershof als Lehen den Besitzern des benachbarten, jüngeren Schloss Neuhof. Vom 15. Jahrhundert bis 1713 waren das die Herren von Bach. Bis 1528 gehörte Neershof zum Fechheimer Kirchsprengel, danach zur 2,9 Kilometer entfernten evangelischen Pfarrei in Einberg. In Folge des Dreißigjährigen Kriegs lag der Gutshof im Jahr 1646 wüst.
1782 hatte Neershof 29 Einwohner. 1837 lebten in dem Dorf 26 Personen. Durch die Auflösung der Lehensherrschaft wurde der Hof Neershof Anfang der 1850er Jahre freieigentümlicher Besitz. 1853 zählte Neershof, das sich inzwischen geographisch in ein oberes und unteres Dorf entwickelt hatte, einen Hof, drei Sölde und sieben Tropfhäuser. 1867 wurde Neershof mit dem Gutsbezirk Neuhof zu der politischen Gemeinde Neu- und Neershof mit 104 Einwohnern vereinigt. Die beiden Orte hatten schon zuvor einen gemeinsamen Schultheißen.
Nachdem der Pächter Daniel Flohrschütz 1876 unter anderem den Gutshof zu Neershof von Albrecht von Roon erworben hatte, zerschlug er das Anwesen zwischen den Jahren 1879 und 1882 durch den Verkauf in acht Grundstücken.
1925 zählte Neershof eine Fläche von 62,517 Hektar, 162 Personen und 28 Wohngebäude. 1970 lebten in Neershof 228 Personen.
Am 1. Juli 1976 fand die Eingemeindung von Neu- und Neershof nach Coburg mit 251 ha Gemeindefläche und 212 Einwohnern statt. Seit 1979 gehören die evangelischen Einwohner zum Kirchsprengel Seidmannsdorf.